# Sésie du pommier
Synanthedon myopaeformis
Espèce
La Sésie du pommier (Synanthedon myopaeformis) est une espèce de lépidoptères (papillons) de la famille des Sesiidae, dont la chenille se développe dans le tronc de certains arbres fruitiers de la famille des Rosacées. Ce ravageur s'attaque surtout aux arbres dépérissants.

## Description
L'imago est un papillon de 25 mm d'envergure environ, au corps sombre (bleu noirâtre) marqué d'une bande rouge sur le premier segment du thorax.
La larve est une chenille de 25 mm de long environ, au corps gris clair et à la tête brune.

## Biologie
La chenille s'attaque aux Rosacées arbustives et notamment le Pommier, le Poirier, le Cognassier, le Sorbier (Sorbus) et l'Aubépine (Crataegus).
Elle se localise dans le tronc et y creuse des galeries sous-corticales profondes atteignant 20 à 25 mm et entamant la couche libérienne.